# Dorothea von Brandenburg (1471–1520)
Dorothea von Brandenburg (* 12. Mai 1471 in Berlin; † 13. Februar 1520 in Bamberg) war eine Prinzessin von Brandenburg und Äbtissin im Klarissenkloster Bamberg.

## Leben
Dorothea war eine Tochter des brandenburgischen Kurfürsten Albrecht Achilles (1414–1486) aus dessen zweiter Ehe mit Anna (1436–1512), Tochter des Kurfürsten Friedrich II. von Sachsen. 
Nachdem sie von ihrem Vater zeitweise als Gemahlin des Königs Wladislaw II. von Böhmen in Erwägung gezogen wurde, der in seiner Ehe mit Dorotheas verwitweter Schwester Barbara unzufrieden war, verhandelte 1485, um seine Königswahl zu fördern, auch Erzherzog Maximilian erfolglos mit Albrecht Achilles um die Hand Dorotheas.
Dorothea lebte zunächst bei ihrer Mutter in Neustadt an der Aisch und trat dann 1489 oder 1492 in das Klara-Kloster in Bamberg ein, wo sie 1498 Äbtissin wurde. Im Jahr 1506 legte sie ihr Amt als Äbtissin nieder. Für die Übergabe an ihre Nachfolgerin Brigitta Stephan wurde eine wirtschaftliche Bestandsaufnahme des Klosters urkundlich festgehalten. Das Wirken und die Reputation der brandenburgischen Äbtissin wirkten selbst noch 30 Jahre nach ihrem Tod, als dadurch das Kloster vor Übergriffen im Zweiten Markgrafenkrieg bewahrt wurde.
Dorothea wurde in der Klosterkirche der Abtei bestattet. Ihre Grabplatte stellte sie als Äbtissin in Reliefform mit Lilie, Buch und Rosenkranz dar. Im  Jahr 1765 war die Grabplatte allerdings dermaßen ausgetreten, dass man gerade noch den Namen lesen konnte.